# Kanguroszczurnik pędzloogonowy
Kanguroszczurnik pędzloogonowy, kanguroszczur (Bettongia penicillata) – gatunek ssaka z rodziny kanguroszczurowatych (Potoroidae) wyróżniający się nietypowymi dla torbaczy preferencjami pokarmowymi.

## Taksonomia
Gatunek po raz pierwszy zgodnie z zasadami nazewnictwa binominalnego opisał w 1837 roku brytyjski zoolog John Edward Gray nadając mu nazwę Bettongia penicillata. Gray nie wskazał miejsca typowego; w ramach późniejszego oznaczanie Tom Iredale i Ellis Le Geyt Troughton jako miejsce typowe podali Nową Południową Walię, w Australii. Podgatunek ogilbyi formalnie opisał w 1841 roku angielski przyrodnik George Robert Waterhouse jako odrębny gatunek i nadając mu nazwę Hypsiprymnus ogilbyi. Miejsce typowe to półwysep Jork, rzeka Swan, Australia Zachodnia, Australia.
Związek wymarłej, wschodniej populacji z B. tropica wymaga wyjaśnienia. Chociaż tradycyjnie rozpoznawano podgatunki wschodnie (nominatywny penicillata) i zachodnie (ogilbyi), rozróżnienie i pokrewieństwo taksonomiczne populacji ze środkowej Australii pozostaje niejasne i mogą ostatecznie stanowić zmienność kliniczną. Autorzy Handbook of the Mammals of the World i Illustrated Checklist of the Mammals of the World rozpoznają dwa podgatunki.

### Etymologia
- Bettongia: ang. bettong „kanguroszczur”, od aborygeńskiego badang „kangur”[15].
- penicillata: nowołac. penicillatus „z pędzelkowatymi kępkami”, od łac. penicillus „szczotka, pędzel”, od zdrobnienia peniculus „szczotka, pędzel”, od penis „ogon”[16].
- ogilbyi: William Ogilby (1808–1873), irlandzki przyrodnik[17].

## Zasięg występowania
Kanguroszczurnik pędzloogonowy występuje w zależności od podgatunku:
- B. penicillata penicillata – podgatunek wymarły, występował w południowo-wschodniej Australii w latach dwudziestych XX wieku.
- B. penicillata ogilbyi – daleka południowo-zachodnia Australia Zachodnia (Dryandra Woodland, Kingston, Perup Nature Reserve i Tutanning Nature Reserve). Introdukowany lub ponownie wprowadzony w wielu miejscach w Australii Zachodniej, Australii Południowej i Nowej Południowej Walii.

Kanguroszczur występował niegdyś licznie na całym południu Australii. Wykazuje przystosowania do życia w różnych środowiskach.

## Wygląd
Długość ciała bez ogona mieści się w przedziale 28,9–36 cm, długość ogona 25–36 cm; masa ciała 0,8–1,8 kg. Sierść płowoszara, brzuch białawy. Kończyny tylne silniej rozwinięte od przednich, nie są jednak tak silnie zróżnicowane, jak u innych przedstawicieli kangurowatych. Ogon częściowo chwytny.

## Tryb życia
Torbacz ten poza okresem rozrodu jest samotnikiem. Prowadzi nocny tryb życia. W ciągu dnia skrywa się w gnieździe i zaciekle broni otoczenia swojej kryjówki, ale na żerowisku toleruje inne kanguroszczury. Budowę gniazda zaczyna od wygrzebania w krzewiastych zaroślach płytkiego dołka w ziemi. Potem pyskiem i przednimi łapami zbiera trawę, suche liście i rozdrobnioną korę drzew. Na koniec przyciska ten ładunek do brzucha przytrzymując chwytnym ogonem i zanosi do gniazda.
Ciąża trwa 21 dni. Samica rodzi jedno młode, które przebywa w torbie lęgowej matki przez blisko 100 dni. Młode towarzyszy matce i ssie mleko do czasu pojawienia się kolejnego zarodka.
Kanguroszczur żywi się głównie grzybami wykopanymi z ziemi. Dietę uzupełnia bulwami, nasionami, owadami i żywicą. Nie zjada zielonych części roślin. Może obywać się bez wody. Żyje 4-6 lat.

## Status zagrożenia
W Czerwonej księdze gatunków zagrożonych Międzynarodowej Unii Ochrony Przyrody i Jej Zasobów został zaliczony do kategorii CR (ang. critically endangered ‘krytycznie zagrożony’).